# Герштейн, Лев Яковлевич

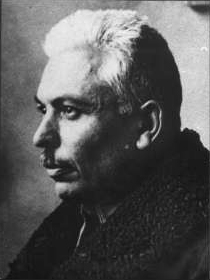
Л. Я. Герштейн в Бутырской тюрьме, 1922.

Лев Яковлевич Герштейн (15 апреля 1877 — 9 апреля 1934) — российский политический деятель, член Всероссийского учредительного собрания, член ЦК партии эсеров.

## Биография
По сословному происхождению из мещан. С 12-ти лет начал трудовую деятельность в качестве подмастерья часовщика. Часовщик по специальности. Выпускник Белоцерковской гимназии 1904 года, которую окончил экстерном. В 1912 году поступил учиться в Киевский коммерческий институт. Начиная с 1898 года, участвовал в революционном движении на Украине. Член партии эсеров с 1902 года. Участвовал в первой конференции СДРП в Таммерфорсе в декабре 1905 года.
Был выслан в Архангельскую, а затем в Тобольскую губернию, из ссылки скрылся. В 1915 году призван на армейскую службу. В 1917 году избран председателем Нарвско-заставской управы в Петрограде. Во время корниловского мятежа стал членом Комитета народной борьбы с контрреволюцией при ЦИК. Был делегатом III и IV съездов партии социалистов-революционеров, с в июне 1917 избран в ЦК. Состоял членом ВЦИК и Предпарламента.
Обязательный кандидат партии социалистов-революционеров в Учредительное собрание. В конце 1917 года избран во Всероссийское учредительное собрание от Пермского избирательного округа по списку № 2 (эсеры и Совет Крестьянских Депутатов). Член бюро эсеровской фракции в Учредительном Собрании.
Участвовал в работе КОМУЧа.
Был членом ВЦИК III-го и IV-го созывов. В 1918 году арестован колчаковской разведкой, но освобождён чешскими легионерами. В 1919 один из руководителей Политцентра в Иркутске. В феврале-марте 1920 член Чрезвычайной следственной комиссии под председательством С. Г. Чудновского по делу колчаковских министров

### Арест и следствие
Арестован 19 апреля 1921 года. На следствии по делу партии эсеров (1921—1922) отказался давать показания. В ходе процесс Герштейн выступил с несколькими протестами, в частности он заявил, что обвиняемым дали всего 24 часа для того, чтобы ознакомиться с многотомным делом:79.
7 августа 1922 года Л. Я. Герштейн, был приговорён к смертной казни с отсрочкой приговора до совершения эсерами первого теракта. 11 января 1924 года смертная казнь заменена на 5 лет лишения свободы со строгой изоляцией. Отбывал наказание в Бутырской тюрьме. С 9 октября — 1 ноября 1925 года участвовал в так называемой «развезённой» групповой голодовке. Конфликт, приведший к голодовке, развивался следующим образом. 11 и 12 июля 1925 года ОГПУ повторно арестовало осужденных по процессу правых эсеров и выпущенных в ссылку А. Р. Гоца и Е. М. Тимофеева соответственно в Ульяновске и Коканде. В ответ они объявили голодовку. 9 октября к голодовке Гоца и Тимофеева присоединились Агапов, Раков, Гендельман, Герштейн, Лихач, Иванов, Иванова и Федорович. По указанию начальника СО ОГПУ Дерибаса голодающие были развезены в разные тюрьмы, Герштейн отправлен в Вятку. Развезённые в разные тюрьмы голодающие выдвинули дополнительное требование — возвращение в Бутырскую тюрьму в Москве. Герштейн был помещён не «Вятский дом лишения свободы», а в арестном помещении при Губотделе ОГПУ, где охрана, по мнению его начальника Аргова, надёжней. 21 октября начали искусственное кормление, врачи предсказывали скорую смерть Герштейна, что вызывало беспокойство сотрудников ОГПУ. 25 октября после обещания возвращения в Москву Герштейн, как и другие участники, голодовку прекратил.
В 1926 сослан на 3 года в Свердловск, ссылка продлевалась дважды на один год. В Свердловске работал в советских учреждениях. В 1931 арестован и сослан на 3 года в Оренбург. Умер в ссылке.

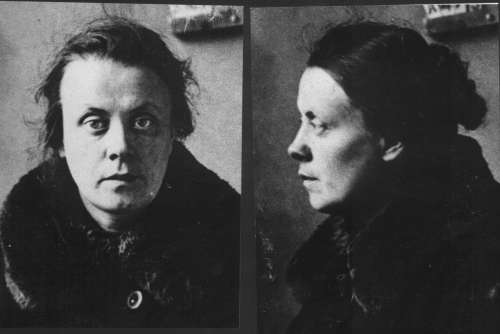
Маргарита Робертовна Герштейн, тюремная фотография.

Реабилитирован в 1989.

## Семья
- Жена — латышка[8] (или немка[9]) Маргарита Робертовна Герштейн (1886[9] (9.12.1890[10]?) — ?), урождённая Эрдман[10]. Мужем её сестры Эллы был уральский палеонтолог и краевед М. Д. Клер[11]. Эсерка, арестована 21 апреля 1921 года по делу Сибирского крестьянского союза (передана представителю ВЧК по Сибири, освобождена в Новосибирске под подписку о невыезде), снова арестована в 1922 году по обвинению в антисоветской деятельности, в 1923 году приговорена к ссылке в Усолье[9], в 1936 в Москве, исчезла в 1937 году[8].
- Сестра — Лия Яковлевна Егонова.
- Дяди (младшие братья отца)[8]:242 — переводчик Ф. М. Герштейн[12] и хирург Г. М. Герштейн[13] (упоминается в мемуарах дочери последнего — Эммы Герштейн).

### Рекомендуемые источники
- Бабина Б. Февраль 1922 // Минувшее. — Т.2. — М., 1990. — С.7-80.
- Морозов К. Н. Судебный процесс социалистов-революционеров и тюремное противостояние (1922—1926): этика и тактика противоборства. М.: РОССПЭН, 2005. 736 c.
- Судебный процесс над социалистами — революционерами (июнь-август 1922). Причины, проведение, итоги. Сост. Красильников С. А., Морозов К. Н., Чубыкин И. В. -М.: РОССПЭН. 2002.
- Янсен М. Суд без суда. 1922 год. Показательный процесс социалистов — революционеров: Пер. с англ. -М.: Возвращение, 1993.